# QQ Большого Пса
QQ Большого Пса (лат. QQ Canis Majoris) — двойная затменная переменная звезда типа W Большой Медведицы (EW) в созвездии Большого Пса на расстоянии (вычисленном из значения параллакса) приблизительно 2887 световых лет (около 885 парсеков) от Солнца. Видимая звёздная величина звезды — от +18,8m до +18,6m. Орбитальный период — около 0,3105 суток (7,452 часов).